# Art Garfunkel

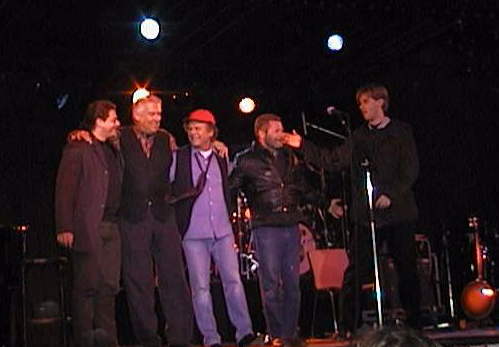
Art Garfunkel (w środku) z zespołem po koncercie, 4 czerwca 1998, park rozrywki Liseberg w Göteborgu (Szwecja)

Art Garfunkel, właśc. Arthur Ira Garfunkel (ur. 5 listopada 1941 w Nowym Jorku) – amerykański piosenkarz, członek duetu Simon & Garfunkel oraz aktor.

## Życiorys
Urodził się w Forest Hills, części dzielnicy Queens w Nowym Jorku, w rodzinie żydowskich emigrantów z Rumunii. W szóstej klasie spotkał swego przyszłego partnera z duetu, Paula Simona. Między 1956 a 1960 występowali razem jako Tom & Jerry. We wczesnych latach sześćdziesiątych studiował na uniwersytecie Columbia.
W 1963 zmienili nazwę zespołu na Simon & Garfunkel. Kombinacja słodkiego, melodyjnego głosu Garfunkela z umiejętnościami kompozytorskimi Simona spowodowała, że duet stał się jednym z najpopularniejszych wykonawców lat 60. Jednak w wyniku różnic i rozbieżności co do planów zawodowych duet rozpadł się zaraz po wydaniu najbardziej cenionego albumu Bridge Over Troubled Water, w 1970.
W latach siedemdziesiątych Garfunkel wydał kilka albumów solowych, i chociaż nie osiągnął popularności równej duetowi Simon i Garfunkel, wprowadził swoje single I Only Have Eyes For You i Bright Eyes na pierwsze miejsca brytyjskich list przebojów oraz All I Know na listę amerykańską Top 10. Bright Eyes znalazło się także w ścieżce dźwiękowej filmu Wzgórze królików.
W tym czasie Garfunkel zagrał w kilku filmach, m.in. Paragraf 22 i Porozmawiajmy o kobietach z Jackiem Nicholsonem, Candice Bergen i Ann-Margret.
Po rozczarowująco złym odbiorze płyty z 1981 Scissors Cut, Garfunkel ponownie połączył się z Paulem Simonem, grając słynny koncert w Central Parku. Rozpoczęli wspólną pracę nad nowym albumem studyjnym, ale Garfunkel porzucił projekt, nie zgadzając się na teksty Simona. Po tym fakcie opuścił scenę muzyczną na kilka lat, ale powrócił w 1988 z płytą Lefty. Projekt nie spotkał się z dobrym przyjęciem i Garfunkel milczał aż do 1993, kiedy to wydał album Up 'til Now. Jego najciekawszym wydawnictwem pozostaje zapis koncertu Across America na Ellis Island z 1996. Album jest muzycznym zapisem pieszej wędrówki artysty poprzez amerykańskie stany. Wydany został m.in. na DVD. Ostatnimi albumami artysty są Everything Waits To Be Noticed (2002) oraz Some Enchanted Evening, który premierę miał 30 stycznia 2007 roku.
Na początku 2004 stał się bohaterem doniesień prasowych dotyczących aresztowania go za posiadanie marihuany.
Na przełomie 2003/2004 roku oraz w 2004 duet Simon & Garfunkel dał szereg koncertów w Stanach Zjednoczonych oraz w Europie. Wspólna trasa odniosła medialny i komercyjny sukces, a kończący ją darmowy koncert w Rzymie zgromadził 600 tys. fanów. Podczas większości koncertów tej trasy, duet wspierany był przez niezapowiadanych The Everly Brothers, na których muzyce Paul i Art wzorowali się w latach 50.

### Życie prywatne
Żonaty z byłą modelką Kim Cermak (śpiewa na płycie Across America); ma dwoje dzieci: James i Beau Daniel.